# Марија Петрових
Марија Сергејевна Петрових (рус. Мари́я Серге́евна Петровы́х; Јарослављ, 26. март 1908 — Москва, 1. јул 1979) била је руска и совјетска песникиња и преводилац.

## Биографија
Рођена је 26. марта 1908. године у насељу Норски посад које се налази у склопу града Јарослављ, где је њен отац, инжењер, радио у фабрици памука. Њени родитељи су се ванчали 1896. године, а Марија је била најмлађа од петоро деце.. Маријин ујак Димитри Смирнов (1870–1940) и стриц Иван Петрових били су свештеници, а убијени су током владавине Јосифа Стаљина.
Од 1922. године живела је у Јарослављу где је завршила школу и присуствовала састанцима писаца, када је и заволела поезију.

## Каријера и приватан живот
Године 1925. Марија се преселила у Москву, где је наставила школовање на Вишем државном литературном курсу. У то време удала се за Петра Грандитског, са којим није била дугу у браку. Марија се спријатељила са Аном Ахматовом, руском песникињом, преводиоцем и критичарком.
Године 1936. удала се за Виталија Головачева, а 1937. године добили су ћерку Арину. Неколико месеци касније након рођења детета, њен супруг је ухапшен и осуђен на петогодишњу робију у Гулагу, где је преминуо 1942. године.
Марија Петрових је радила као уредник преводила за Московску издавачку кућу.
У лето 1941. године, заједно са ћерком евакуисана је у Чистопољ, где је живела током Другог светског рата. Њени преводи били су углавном са пољског и јерменског језика, али и са српскохрватског, бугарског и осталих језика на руски. У периоду до 1959. до 1964. године водила је семинар за младе преводиоце, заједно са Давидом Самоловом.
Као песник била је изузетно цењена у кругу других уметника, а врло мало позната широј јавности. Једина књига песама коју је објавила била је Дрво на дистанци, објављена 1968. године у Јеревану.
Преминула је 1. јула 1979. године у Москви.

## Издања
- Дрво на дистанци (1968)
- Сврха (1983)
- Линија хоризонта: стихови и преводи (1986)
- Фаворити (1991)
- Чувајте се пре песама (1999)
- Додир ветра (2000)

## Награде и признања
По њој је добила име библиотека у Јарослављу.
- Почасни уметник Јерменије (1970)
- Награда Савеза писаца Јерменије (1979)